# Réservoir des Lilas
Le réservoir des Lilas est l'un des cinq principaux réservoirs d'eau de la ville de Paris, construit en 1963 dans le 19e arrondissement et alimentant en eau une grande partie du nord et de l'est de la capitale, avec l'adjonction du réservoir de Belleville.

## Situation

Vue aérienne du réservoir (au centre).

Le réservoir occupe le carré formé par le boulevard Sérurier au sud, l'hôpital Robert-Debré à l'ouest, le boulevard périphérique au nord, et l'allée Marius-Barroux à l'est. Il est situé à proximité de la porte des Lilas, qui lui donne son nom.

## Histoire
Le projet de construction de deux nouveaux réservoirs pour augmenter les capacités stockage de la ville remonte à la fin des années 1950 et aboutit aux chantiers du réservoir des Lilas – afin tripler la réserve disponible dans les arrondissements de l'est parisien – et du réservoir de L'Haÿ-les-Roses – associé à celui de Montsouris et à l'usine de filtrage d'Orly. Construit en 1963 sur l'ancienne zone bordant le 19e arrondissement de Paris, sur un terrain faisant partie avant 1930 de la commune limitrophe du Pré-Saint-Gervais, il recueille et stocke de nos jours l'eau produite par l'usine de traitement de Joinville-le-Pont sur la Marne au sud de Paris. Il a une capacité de stockage de 208 000 m3 ce qui représente environ un peu plus d'un tiers théorique de la consommation quotidienne des habitants de Paris.
Il est géré par la régie municipale Eau de Paris (ancienne SAGEP).

## Description
Le réservoir des Lilas est constitué de deux cuves parallélépipédiques de 125 × 68 × 16 m chacune, implantées de chaque côté d'une allée de 10 m de large.